# Vogelschutzgebiet Ahrgebirge
Vogelschutzgebiet Ahrgebirge este o arie protejată (arie de protecție specială avifaunistică — SPA) din Germania întinsă pe o suprafață de 580,66 ha, integral pe uscat.

## Localizare
Centrul sitului Vogelschutzgebiet Ahrgebirge este situat la coordonatele 50°24′58″N 6°46′20″E / 50.4161°N 6.7722°E.

## Înființare
Situl Vogelschutzgebiet Ahrgebirge a fost declarat arie de protecție specială avifaunistică în decembrie 2004 pentru a proteja 8 specii de animale.

## Biodiversitate
Situată în ecoregiunea continentală, aria protejată nu include niciun habitat protejat.
La baza desemnării sitului se află mai multe specii protejate de  păsări (8): pescăruș albastru (Alcedo atthis), cocoșul de mesteacăn (Bonasa bonasia), barză neagră (Ciconia nigra), ciocănitoarea de stejar (Dendrocopos medius), ciocănitoare neagră (Dryocopus martius), sfrâncioc roșiatic (Lanius collurio), gaia roșie (Milvus milvus), ciocănitoare verzuie (Picus canus).